# Camafeu de Oxóssi
Ápio Patrocínio da Conceição, mais conhecido como Camafeu de Oxóssi (Salvador, 4 de outubro de 1915 – Salvador, 26 de março de 1994), foi um mestre de capoeira, presidente do Afoxé Filhos de Gandhi, Obá de Xangô no candomblé, dono de um dos restaurantes mais famosos do Mercado Modelo (e que até hoje segue com o seu nome), músico e compositor, foi uma das personalidades icônicas da capital baiana, citado em livros e canções.

## Biografia
Camafeu era filho de Faustino José do Patrocínio e Maria Firmina da Conceição; seu pai morreu quando ele ainda era novo, e sua mãe era baiana do acarajé; passou a infância nas ruas do Pelourinho, trabalhando como engraxate, vendedor de jornais e de cadarços.
Mais tarde estudou na Escola de Aprendiz de Artífice e trabalhou numa fundição; foi estivador até se tornar comerciante no Mercado Modelo, dono da "Barraca São Jorge" onde vendia artigos do candomblé e berimbaus; versado em capoeira (de que foi mestre), foi grande tocador do berimbau, compondo várias cantigas, chulas e sambas.
Quando o Ilê Axé Opô Afonjá era dirigido por Mãe Senhora recebeu o posto de Obá de Xangô, assim como outros expoentes da cultura a exemplo de Carybé, Caymmi ou Gilberto Gil.
Na década de 1960 foi um dos primeiros alunos do curso de língua iorubá da Universidade Federal da Bahia, época na qual lançou seu primeiro disco (1967); em 1972 inaugurou o restaurante "Camafeu de Oxóssi" no Mercado Modelo, junto à esposa Toninha, e este se tornou um dos pontos de referência da culinária baiana.
Presidiu o bloco Filhos de Gandhi, fundado no ano da morte do líder indiano Mahatma Gandhi (1949) por estivadores como ele; a instituição enfrentou uma crise nos anos de 1973 a 1976, sem desfilar no carnaval de Salvador; sob sua direção, que durou até 1982, o afoxé conseguiu reerguer-se e voltou a crescer.
Vitimado por um câncer, Camafeu morreu em 1994, tendo seu enterro acompanhado por grande multidão, além da presença de figuras ilustres da política e da cultura. Foi sepultado no Cemitério da Ordem Terceira de São Franscisco.

## Discografia
- Berimbaus da Bahia - de Camafeu de Oxóssi 1967, Continental,[1] texto da contra-capa de Jorge Amado.
- Camafeu de Oxóssi, 1968, Philips (LP)